# 阿尔切维亚祭坛画

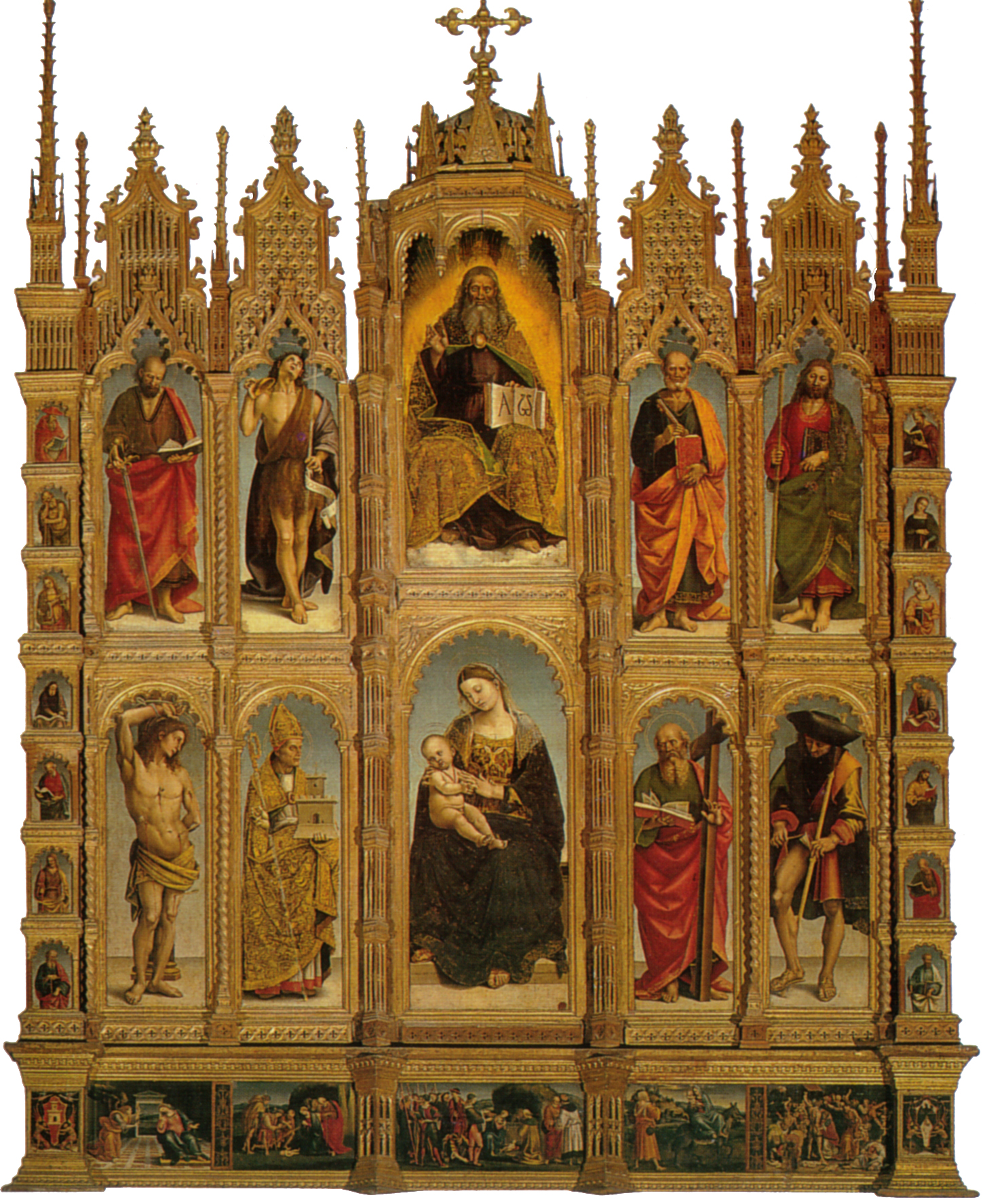
卢卡·西诺莱利的阿尔切维亚祭坛画(1508)

阿尔切维亚祭坛画是卢卡·西诺莱利的一幅板面油画，绘制于 1508 年，位于意大利安科纳省 阿尔切维亚的圣迈达堂（San Medardo）。 卢卡·西诺莱利的签名在圣母的脚下。
- 上部 - 圣保禄、圣若翰洗者、圣父祝福并拿着一本印有阿耳法和欧默加的书、圣伯多禄、圣雅各伯
- 下部 - 圣巴斯弟盎、圣迈达 、圣母与圣婴、圣安德肋 、圣罗格
- 左右柱子 - 各有七个圣人象，底部有纹章（左边是塔，右边是鹰）
- 附饰画 ：基督童年的情节（圣母领报、耶稣降生、贤士朝拜、逃亡埃及、屠杀无辜婴孩）